# Catabena
Catabena là một chi bướm đêm thuộc họ Noctuidae.

## Các loài
- Catabena lineolata Walker, 1865
- Catabena sagittata Barnes & McDunnough, 1913

## Former species
- Catabena pronuba is now Supralathosea pronuba Barnes & McDunnough, 1916